# Cerkiew Narodzenia Najświętszej Maryi Panny w Wysocku
Cerkiew Narodzenia Najświętszej Maryi Panny w Wysocku − dawna parafialna cerkiew greckokatolicka, zbudowana w latach 1885–89.
W 1948 cerkiew przejęta przez Kościół rzymskokatolicki. Pełni funkcję kościoła filialnego Narodzenia Najświętszej Maryi Panny parafii Narodzenia Najświętszej Maryi Panny w Wietlinie. 
Świątynię wraz z dzwonnicą wpisano w 1990 do rejestru zabytków.

## Historia obiektu
Cerkiew wzniesiono w miejscu wcześniejszej drewnianej w latach 1885–89 z fundacji Stefana i Zofii Zamojskich. Parafia należała do greckokatolickiego dekanatu jarosławskiego. Była remontowana w 1935 oraz w  latach 1990–92.

## Architektura i wyposażenie
Budowla murowana. Prezbiterium zamknięte półkoliście, po bokach dwie różne zakrystie. Wejście od frontu zdobione portalem kolumnowym. W elewacji zdobienia fryzem arkadowym. Dachy nakryte trzema kopułami drewnianymi na planie ośmioboku zwieńczone wieżyczkami z latarniami. 

## Wokół cerkwi
Obok świątyni znajduje się murowana dzwonnica, dwukondygnacyjna, nakryta dachem w formie iglicy. Zbudowana w XIX w..

## Galeria

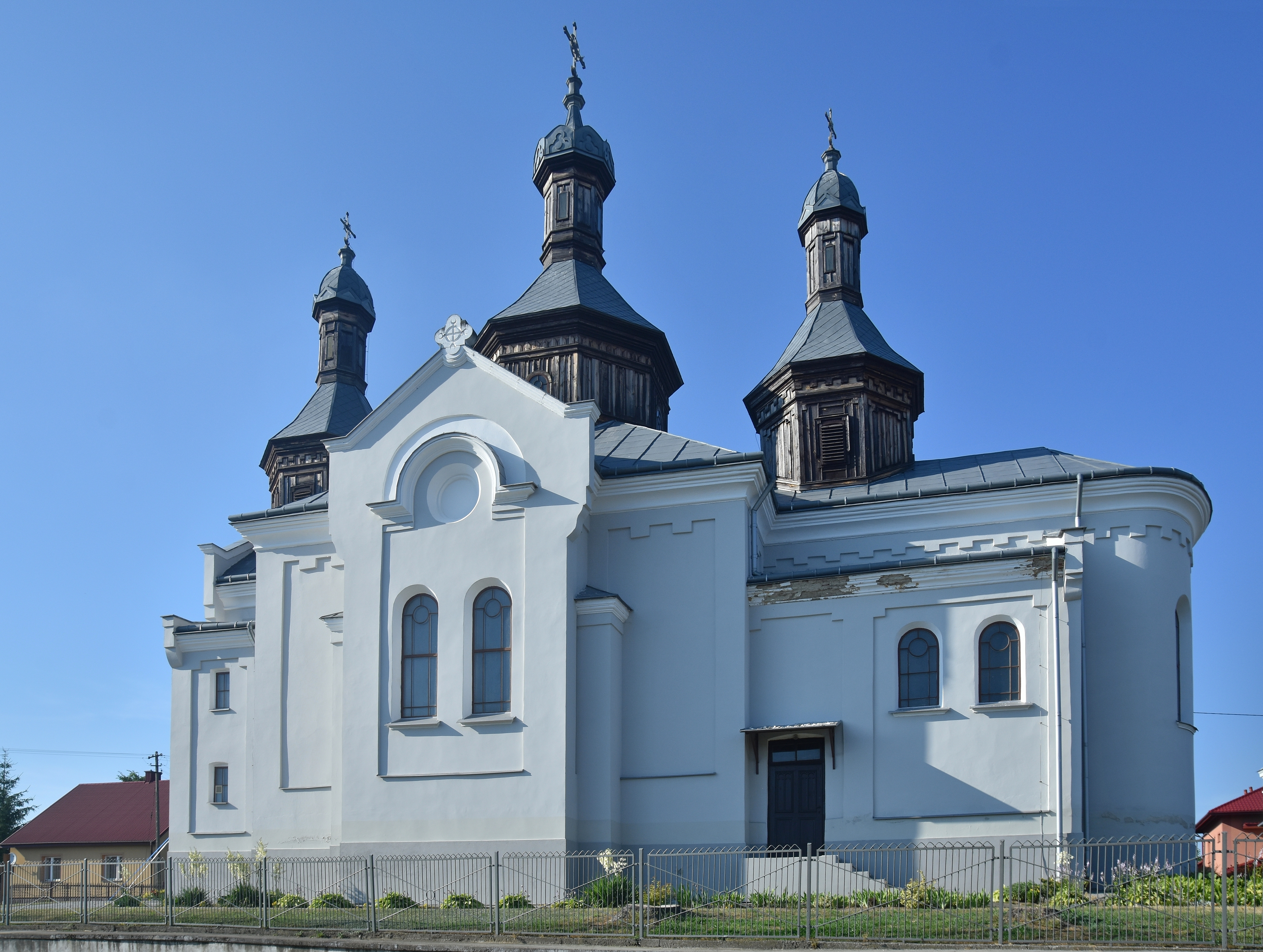
Elewacja południowa
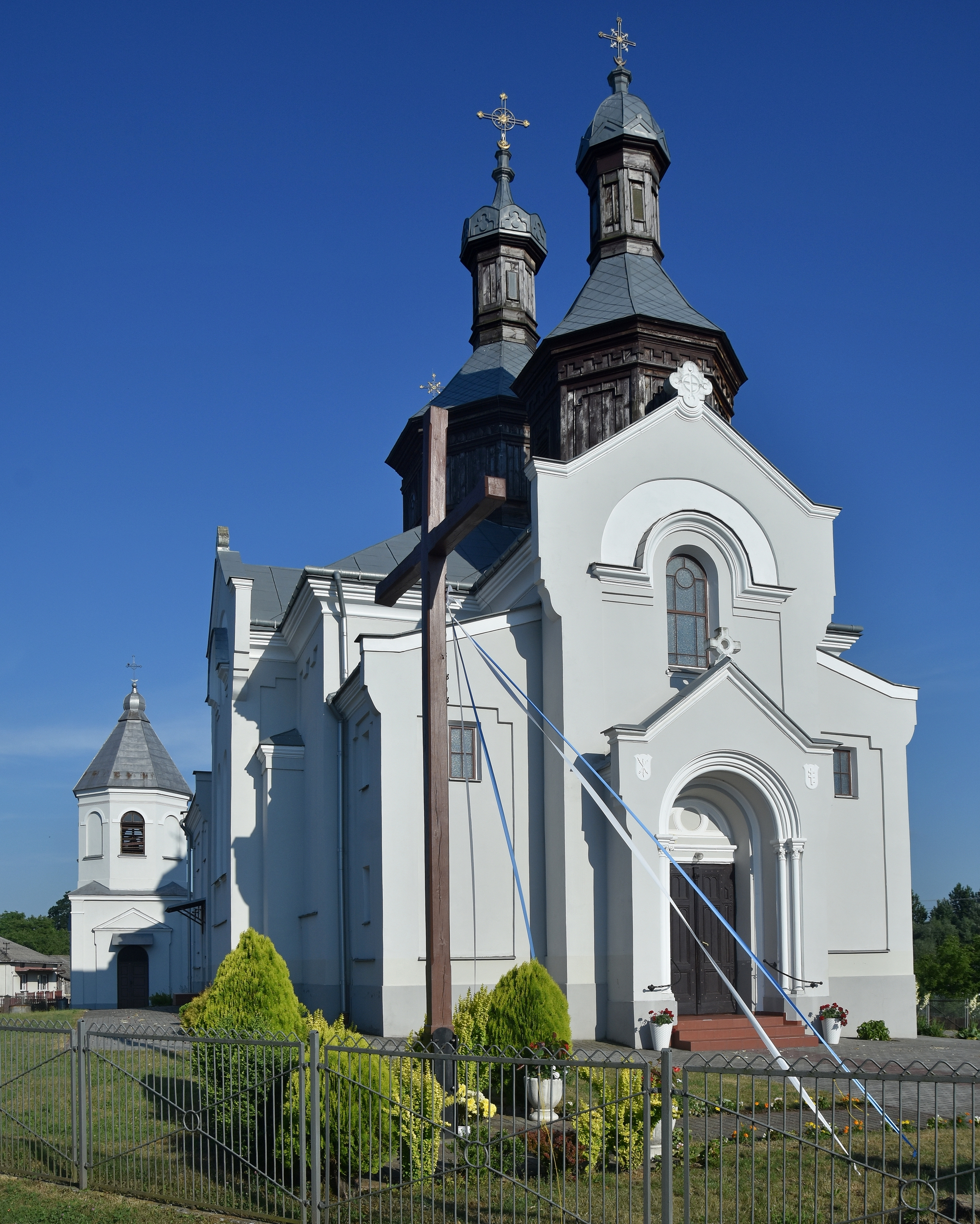
Elewacja frontowa
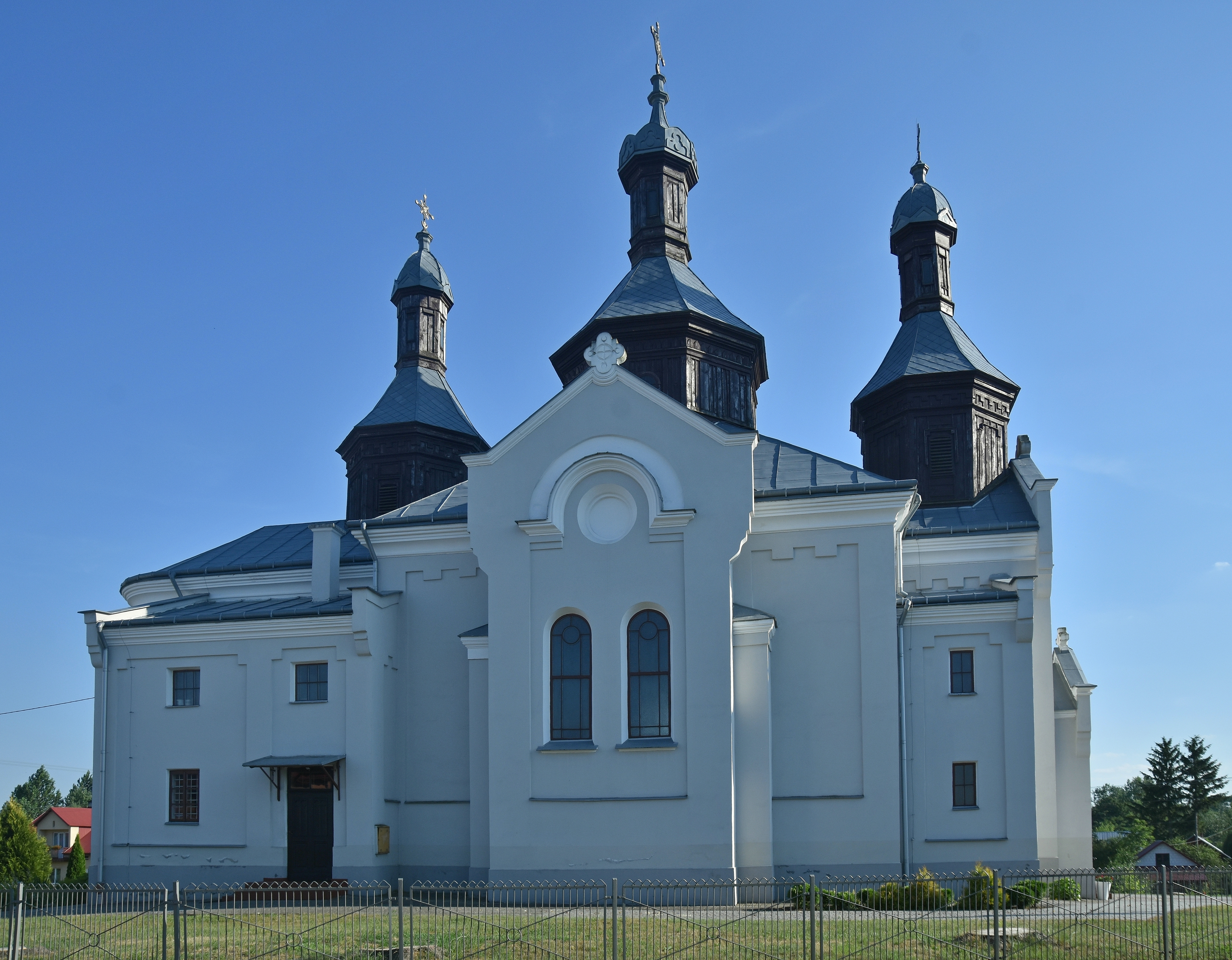
Elewacja północna